# Сосновское (Донецкая область)
Сосновское (укр. Соснівське) — село на Украине, находится в Новоазовском районе Донецкой области. Находится под контролем самопровозглашённой Донецкой Народной Республики.

## География

#### Соседние населённые пункты по странам света
С: Луково
СЗ: Таврическое, Капланы
СВ: Приморское
З: Набережное
В: Дерсово, Чумак, Первомайское
ЮЗ: —
ЮВ: Украинское, Шевченко
Ю:  Красноармейское

## Общие сведения
Код КОАТУУ — 1423685504. Почтовый индекс — 87643. Телефонный код — 6296.

## Население
- 2001 — 33 чел. (перепись)

В 2001 году родным языком назвали:
- русский язык — 17 чел. (51,52 %)
- украинский язык — 16 чел. (48,48 %)

## Адрес местного совета
87643, Донецкая область, Новоазовский район, с. Приморское, ул. Советская, 5